# اومدن
اومدن (به آلمانی: Ohmden) یک شهر در آلمان است که در ااسلینگن واقع شده‌است. اومدن ۱٬۷۳۲ نفر جمعیت دارد.